# 이천경 일신당문집 및 필첩 목판
이천경 일신당문집 및 필첩 목판(李天慶 日新堂文集 및 筆帖 木板)은 대한민국 경상남도 산청군에 있는, 조선 중기의 유학자인 일신당 이천경(1538∼1610)의 시문과 년보, 비명, 척록을 후손들이 편집하여 철종 6년(1855) 청곡서원에서 간행한 책판이다.
1983년 12월 20일 경상남도의 유형문화재 제240호 일신당문집 및 필첩책판으로 지정되었다가, 2018년 12월 20일 현재의 명칭으로 변경되었다.

## 개요
이 책판은 조선 중기의 유학자인 일신당 이천경(1538∼1610)의 시문과 년보, 비명, 척록을 후손들이 편집하여 철종 6년(1855) 청곡서원에서 간행한 것이다. 이천경은 남명 조식의 문인으로, 효행으로 널리 알려지기도 했다.
이 문집의 내용에 특별한 역사적 기록은 없으나 년보, 스승과 친구 그리고 당대의 현인들을 기록한 사우제현록, 비명 등 당대의 사정을 보이는 자료가 있다. 서문은 재령 이씨인 이상의가 썼으며, 발문은 풍산 노광리와 이우가 썼으며, 권말에 ‘을묘맹추상한청곡서원개간’이라는 간행기록이 있다.

## 같이 보기
- 이천경

## 참고 문헌
- 이천경 일신당문집 및 필첩 목판 - 국가유산청 국가유산포털